# Billie Jean
«Billie Jean» es una canción del cantante estadounidense Michael Jackson, lanzada por Epic Records el 2 de enero de 1983, como el segundo sencillo del sexto álbum de estudio de Jackson, Thriller (1982). Fue escrito y compuesto por Jackson y producido por Jackson y Quincy Jones. «Billie Jean» fusiona post-disco, rythm and blues, funk y dance-pop. La letra describe a una mujer, Billie Jean, que afirma que el narrador es el padre de su hijo recién nacido, lo que él niega. Jackson dijo que la letra se basaba en las afirmaciones de las groupies sobre sus hermanos mayores cuando estuvo de gira con ellos como los Jackson 5.
«Billie Jean» alcanzó el número uno en el Billboard Hot 100, encabezó la lista Billboard Hot Black Singles en tres semanas y se convirtió en el sencillo número uno de mayor crecimiento de Jackson desde «ABC», «The Love You Save» y «I'll Be There» en 1970, todo lo cual grabó como miembro de los Jackson 5. Billboard la clasificó como la canción número 2 de 1983. «Billie Jean» está certificada 6 veces Platino por la Recording Industry Association of America (RIAA). La canción ha vendido más de 10 millones de copias en todo el mundo, lo que la convierte en uno de los sencillos más vendidos de todos los tiempos. También fue un éxito número uno en el Reino Unido, Canadá, Francia, Suiza y Bélgica, y alcanzó los diez primeros en muchos otros países. «Billie Jean» fue uno de los sencillos más vendidos de 1983, lo que ayudó a Thriller a convertirse en el álbum más vendido de todos los tiempos y se convirtió en el sencillo en solitario más vendido de Jackson.
La interpretación de Jackson de «Billie Jean» en el especial de televisión Motown 25: Yesterday, Today, Forever ganó elogios y fue nominada a un premio Emmy. Introdujo una serie de firmas de Jackson, incluido el moonwalk, la chaqueta negra con lentejuelas, los pantalones de agua alta, y fue ampliamente imitado. El video musical de «Billie Jean», dirigido por Steve Barron, fue el primer video de un artista negro que se transmitió con mucha rotación en MTV. Junto con los otros videos producidos para Thriller, ayudó a establecer la importancia cultural de MTV y a hacer de los videos musicales una parte integral del marketing de la música popular. El arreglo sobrio e impulsado por el bajo de «Billie Jean» ayudó a ser pionero en lo que un crítico llamó «música pop elegante y post-soul». También introdujo un estilo lírico más paranoico para Jackson, una marca registrada de su música posterior.
«Billie Jean» recibió honores, incluidos dos premios Grammy y un American Music Award. En una lista compilada por Rolling Stone y MTV en 2000, la canción fue clasificada como la sexta mejor canción pop desde 1963. Rolling Stone la colocó en el puesto 58 de su lista de Las 500 mejores canciones de todos los tiempos en 2004, y en el puesto 44 en su actualización de 2021 de la lista. La canción también se incluyó en las 500 canciones que dieron forma al rock and roll del Salón de la fama del rock and roll. "Billie Jean", que aparece con frecuencia en las encuestas de revistas sobre las mejores canciones jamás hechas, fue nombrada el mejor disco de baile de todos los tiempos por los oyentes de BBC Radio 2.

## Origen
Jackson declaró varias veces que "Billie Jean" estaba basada en los grupos de chicas que él y sus hermanos encontraron mientras estaba en The Jackson 5. "Billie Jean es un poco anónima. Representa a muchas chicas, a las que solían llamar 'groupies' en los años 60". Agregó: "Ellas se colocaban alrededor de las puertas del backstage, y tenían una relación con cualquier banda que viniese a su ciudad. Creo que escribí esto por experiencia con mis hermanos cuando yo era pequeño. Había un montón de 'Billie Jeans', Cada muchacha afirmó que su hijo estaba relacionado con uno de mis hermanos". La canción fue escrita por Michael en 5 minutos.
El biógrafo de Jackson, J. Randy Taraborrelli, promovió la teoría de que "Billie Jean" se derivaba de una experiencia real que el cantante enfrentó en 1981. The Magic & The Madness documenta cómo una joven escribió una carta a Jackson, que informó al cantante que él era el padre de uno de sus gemelos. Jackson, que regularmente recibía cartas de este tipo, nunca había conocido a la mujer en cuestión y la había ignorado. La mujer, sin embargo, siguió enviando más cartas a Jackson, diciendo que lo amaba y quería estar con él. Escribió sobre cómo de felices serían si criaran al niño juntos. Ella reflexionó sobre cómo Jackson podría ignorar su propia carne y sangre. Las cartas molestaron al cantante en la medida en que sufrió pesadillas.
Después de las cartas, Jackson recibió un paquete que contenía una fotografía de una admiradora, así como una carta y una pistola. Jackson estaba horrorizado. La carta pedía que el cantante de pop se suicidara en un cierto día y en un momento específico. La admiradora haría lo mismo una vez que hubiera matado a su bebé. Ella escribió que si no podían estar juntos en esta vida, entonces estarían en la siguiente. Para la consternación de su madre, Jackson tenía la fotografía de la mujer enmarcada y colgada sobre la mesa del comedor de su casa familiar. Después, los Jackson descubrieron que la admiradora había sido enviada a un hospital psiquiátrico.

## Actuación en Motown 25
El videoclip de la canción mostrado en la MTV ayudó a convertirla en un gran éxito. El 25 de marzo de 1983, «Billie Jean» y Jackson alcanzaron a una audiencia incluso superior cuando debutó con la canción ante una audiencia en directo en el rodaje del tributo especial Motown 25: Yesterday, Today, Forever. Juntándose con los Jacksons para una mezcla de sus éxitos, permaneció en el escenario para una actuación a solas espectacular. Vestido con una chaqueta negra destellante, camisa plateada brillante, pantalones negros apretados y subidos para mostrar los calcetines blancos con lentejuelas y mocasines negros, y un solo guante de lentejuelas, que había comenzado a usar durante los conciertos con los Jacksons en 1979 (en sus actuaciones posteriores cambiaría la camisa plateada por una camiseta blanca y el guante de lentejuelas por un guante con incrustaciones de diamantes, realizando siempre una actuación similar, al principio de la Bad Tour en las actuaciones de «Billie Jean» su chaqueta de lentejuelas tenía un escudo del lado derecho). Jackson señaló el comienzo de su rutina con un movimiento que pasaría a ser una especie de marca registrada suya agachándose y encajando a presión un sombrero fedora negro en su cabeza. Jackson sincronizó sus labios a la canción y la audiencia se levantó a sus pies.
Fue durante esta electrizante actuación cuando Jackson también debutó con un movimiento de danza que él había descubierto de juventudes negras de la ciudad y retocado para su distinción. Acreditado por el bailarín Solid Gold "Cooley Jackson", el "Backslide" recibió un nuevo nombre por los medios después de la interpretación de Jackson: moonwalk. El paso se ha convertido desde entonces en el movimiento representativo de Jackson, y es sinónimo de la canción. Este baile consiste en caminar atrás de tal forma que parece que uno camina adelante.
Sobre su emisión el 16 de mayo, más de 47 millones de espectadores fueron testigos de la actuación de Jackson, y el resultado inmediato fueron las ventas sin precedentes de su álbum Thriller, que llegó a ser el álbum más vendido con más de 85 millones de copias en todo el mundo. El sencillo «Billie Jean» vendió más de 6 millones de copias a nivel mundial.

## Actuaciones en directo
Junto con «Thriller», «Wanna Be Startin' Somethin'» y «Beat It», «Billie Jean» fue interpretada por Jackson en todas sus giras musicales en solitario, incluyendo además la Victory Tour de The Jacksons. Tras el coro final, el solo de batería se extendía por un período de tiempo mientras el cantante bailaba bajo un único reflector. Desde su debut en vivo, la ejecución de «Billie Jean» evolucionó con el paso del tiempo en cuanto a movimientos de baile y duración se refiere.
Desde la Victory Tour a la Dangerous World Tour la canción fue cantada en vivo, y de la HIStory World Tour en adelante era actuada con playback.
- Victory Tour – La actuación es de poco más de seis minutos de duración; Hay solamente cerca de 30-45 segundos en el final de baile bajo el reflector.

- Bad World Tour – Hay luces intermitentes y sonidos en la transición de Beat It a Billie Jean. Las actuaciones de la primera y segunda etapa son considerablemente diferentes, ya que la primera etapa fue más como el “Victory Tour”, y Jackson hizo más movimientos de baile en la segunda etapa y el final fue por lo tanto más largo en la segunda etapa, unos siete minutos de duración. Un nuevo movimiento de baile en esta actuación consiste en Jackson saltando y apuntando al ritmo de la canción, con los vocalistas de fondo gritando «¡Ho!», este movimiento se utilizó en todos los conciertos posteriores.

- En el Dangerous World Tour, se hizo una ilusión para que Jackson apareciera en la planta superior en el momento en que “Thriller” terminara con el uso de un bailarín enmascarado que se presentaba como Jackson con quien había cambiado en medio de la canción. En algunos conciertos de 1992 y la etapa de 1993, la ilusión fue eliminada, por lo que Jackson realizó la canción entera en la planta baja del escenario. Jackson interpretó la canción a una velocidad ligeramente más lenta que las giras de Victory y Bad, pero aún más rápida que la versión de estudio. La coreografía fue muy similar a la segunda etapa del Bad World Tour con la adición de nuevos pasos de baile.

- Espectáculo de medio tiempo del Super Bowl XXVII – Jackson interpretó una parte de Billie Jean consistente en solo el primer estribillo, el segundo coro y el puente instrumental donde hizo el moonwalk antes de terminar con una pose. La canción, al igual que todo el popurrí del espectáculo, fue sincronizada con los labios.

- 1995 MTV Video Music Awards y Michael Jackson & Friends – Hay un remezcla de estudio acortada realizada como parte de un popurrí durante los MTV Video Music Awards de 1995. Baterías de “Why You Wanna Trip on Me” se agregaron en el solo, además de la línea de bajo de Billie Jean. Después de una improvisación de guitarra por Slash, donde parece estar fuera de control, la sombra de Jackson aparece detrás de una cortina iluminada; Sincronía de labios.

- Royal Brunei Concert 1996 – Hay ritmo e instrumentación similares a los del HIStory World Tour, y la muestra de batería de Why You Wanna Trip on Me se reproduce repetidamente a lo largo del final bajo el reflector junto con el tambor principal, pero no hay línea de bajo. La puesta en escena es similar a la de la tercera etapa del Dangerous World Tour.

- HIStory World Tour – Las interpretaciones de la canción eran generalmente de ocho minutos, con hasta nueve minutos, siempre precedidas de la introducción “maleta” de dos o tres minutos, en la que Jackson saca su chaqueta, su guante y su sombrero de una maleta. Hay ritmo y arreglo similares a la versión de estudio que además Michael ya comenzó a utilizar el Playback. Después del primer moonwalk, la canción era cantada en vivo. Jackson también hizo beatboxing antes de tirar su sombrero al final de la actuación.

- 30th Anniversary Celebration – Muy similar al HIStory Tour en instrumentación y mezcla vocal, pero algunos versos antes del moonwalk se cantan en vivo, y se cambia de ida y vuelta con el playback. La introducción de la “maleta” es vista aquí también.

- This Is It – Uno de estos ensayos fue filmado completamente y se muestra en la película Michael Jackson's This Is It. Aquí, la canción tiene aproximadamente 6 minutos de duración. Aunque se sabe que Jackson cantó al menos algunas partes en directo, la mayoría de las voces en la película fueron dobladas a partir de una de las maquetas originales de la canción. Jackson pretendía usar la ropa común de la actuación que iluminaría los colores dependiendo del ritmo de la canción.

Las interpretaciones de la canción están disponibles en los álbumes de video HIStory on Film, Volume II, HIStory World Tour, Live in Bucharest: The Dangerous Tour, y Live at Wembley July 16, 1988.

## Posicionamiento en lista

### Semanal
| Gráfica (1983)                                    | Pico de posición |
| ------------------------------------------------- | ---------------- |
| Australia (Kent Music Report)                     | 1                |
| Austria (Ö3 Austria Top 40)                       | 2                |
| Bélgica (Flandes) (Ultratop 50)                   | 1                |
| Canadá (RPM Top Singles)                          | 1                |
| Europa (Eurochart Hot 100)                        | 1                |
| Estados Unidos Billboard Adult Contemporary       | 9                |
| Estados Unidos Billboard Hot Black Singles        | 1                |
| Estados Unidos Cash Box                           | 1                |
| Finlandia (Suomen virallinen singlelista)         | 2                |
| Finlandia Jukebox (Suomen virallinen singlelista) | 2                |
| Francia (IFOP)                                    | 1                |
| Alemania (Offizielle Deutsche Charts)             | 2                |
| Irlanda (IRMA)                                    | 1                |
| Italia (Musica e Dischi)                          | 1                |
| Países Bajos (Dutch Top 40)                       | 2                |
| Países Bajos (Mega Single Top 100)                | 4                |
| Nueva Zelanda (Recorded Music NZ)                 | 2                |
| Noruega (VG-lista)                                | 5                |
| South Africa (Springbok Radio)                    | 2                |
| Spain (AFYVE)                                     | 1                |
| Suecia (Sverigetopplistan)                        | 2                |
| Suiza (Schweizer Hitparade)                       | 1                |
| Reino Unido (UK Singles Chart)                    | 1                |
| Estados Unidos (Billboard Hot 100)                | 1                |
| Zimbabwe                                          | 3                |

| Gráfica (2006–2024)                        | Pico de posición |
| ------------------------------------------ | ---------------- |
| Australia (ARIA)                           | 7                |
| Austria (Ö3 Austria Top 40)                | 13               |
| Bélgica (Back Catalogue Singles Flanders)  | 1                |
| Canadá (Hot Canadian Digital Singles)      | 6                |
| Dinamarca (Tracklisten)                    | 8                |
| Europa (Eurochart Hot 100)                 | 9                |
| Finlandia (OFC)                            | 11               |
| Francia (SNEP)                             | 45               |
| Francia (SNEP Descargas)                   | 1                |
| Global 200 (Billboard)                     | 137              |
| Irlanda (IRMA)                             | 11               |
| Italia (FIMI)                              | 3                |
| Japón (Japan Hot 100)                      | 76               |
| Países Bajos (Dutch Top 40)                | 3                |
| Países Bajos (Mega Single Top 100)         | 3                |
| Estados Unidos Billboard Hot 100           | 14               |
| Estados Unidos Billboard Hot Digital Songs | 4                |
| Estados Unidos (Hot R&B/Hip-Hop Songs)     | 6                |
| Nueva Zelanda (Recorded Music NZ)          | 15               |
| Noruega (VG-lista)                         | 5                |
| Polonia (Polish Airplay Top 100)           | 59               |
| España (Top 100 Canciones)                 | 1                |
| Suecia (Sverigetopplistan)                 | 3                |
| Suiza (Schweizer Hitparade)                | 2                |
| Turquía (Türkiye Top 20)                   | 9                |
| Reino Unido (UK Singles Chart)             | 10               |

## Certificaciones y ventas
| País | Certificación    | Ventas     |
| --- | ---------------- | ---------- |
| Australia (ARIA) | Platino          | 70 000^    |
| Canadá | 2× Platino       | 200 000^   |
| Dinamarca (IFPI Dinamarca) | 2× Platino       | 180 000    |
| Francia (SNEP) | Platino          | 1 000 000  |
| Italia (FIMI) | 2× Platino       | 100 000    |
| México (AMPROFON) | Diamond+Platinum | 420 000    |
| Nueva Zelanda (RMNZ) | Oro              | 7500       |
| España (PROMUSICAE) | Oro              | 25 000     |
| United Kingdom | Oro              | 500 000^   |
| United Kingdom | 3× Platino       | 1 800 000  |
| Estados Unidos (RIAA) | Diamante         | 10 000 000 |
| Mastertone | Oro              | 1 000 000  |
| *las cifras de ventas sobre la base de la certificación por sí sola ^cifras de envíos sobre la base de la certificación por sí sola xcifras no especificadas sobre base de la certificación por sí sola |                  |            |

## Adaptación en el cine
Billie Jean se adaptó en el cine, con la película de La leyenda de Billie Jean, salida el 1985. Habla sobre Billie Jean Davy, una adolescente de Corpus Christi, Texas, qué viaja con su hermano menor, Binx, en su scooter Honda Elite a un lago local para ir a nadar. Al detenerse para tomar un batido, tienen que lidiar con Hubie Pyatt, un adolescente ruidoso del lugar, y sus amigos coqueteando con Billie Jean, pero Binx humilla a Hubie arrojándole un batido en la cara. Más tarde, en el lago, mientras Billie Jean le cuenta a Binx sobre el clima en Vermont, un lugar que siempre ha querido visitar, Hubie roba el scooter de Binx.  
Mientras Binx va a recuperar su scooter más tarde esa noche, Billie Jean acude a las autoridades con sus amigos Putter y Ophelia.  Informan del robo al detective Ringwald, quien los comprende pero los insta a esperar y ver cómo se desarrollan las cosas. Cuando Billie Jean regresa a casa, encuentra a Binx golpeado y su scooter gravemente dañado. Al día siguiente, Billie Jean, Binx y Ophelia van al taller del Sr. Pyatt para obtener la cantidad de $608 para reparar el scooter. Si bien inicialmente parece útil y comprensivo, Pyatt le propone a Billie Jean y luego intenta violarla. 
Mientras tanto, Binx ha encontrado un arma en la caja registradora de la tienda, y cuando Billie Jean huye de la parte de atrás de la tienda, claramente angustiada, se la vuelve contra el Sr. Pyatt, quien le dice que el arma está descargada, pero Binx la dispara, hiriendo a Pyatt en el hombro. Se alejan corriendo de la tienda y se convierten en fugitivos. 
Cuando Ringwald se da cuenta de que cometió un error al no escuchar a Billie Jean, la situación se está saliendo de control.   Billie Jean solo quiere el dinero para arreglar el scooter de su hermano y una disculpa de Pyatt.   Con la ayuda de Lloyd Muldaur, el hijo adolescente del fiscal de distrito, que voluntariamente se convierte en su "rehén", Billie Jean hace un video de sus demandas, mostrándose a sí misma con su cabello largo y rubio cortado al rape, inspirada después de ver una película. sobre Juana de Arco en la televisión (la película de 1957 Santa Juana) y un guardarropa de estilo revolucionario que incluye botas de combate, pantalones militares y una  parte superior de traje de neopreno  con las mangas rotas. A medida que aumenta la cobertura de los medios, Billie Jean se convierte en un ícono adolescente y los fanáticos jóvenes siguen todos sus movimientos. Ante peligros inciertos, tanto físicos como legales, Billie Jean se ve obligada a entregar a sus amigos Putter y Ophelia a la policía por su seguridad. Cuando Ringwald llega al campo de golf en miniatura abandonado donde el grupo se ha refugiado y exige saber dónde está Billie Jean, Ophelia responde desafiante: "¡En todas partes!".  
Pyatt ofrece una recompensa por su detención, pero Ringwald responde con una oferta más pacífica y la promesa de reparar el scooter de Binx.  Billie Jean se da cuenta de que el mejor plan es entregarse. Durante un mitin que se lleva a cabo, donde se ofrece un scooter nuevo para que Billie Jean se entregue a ella y a Lloyd, Binx se pone un vestido y finge ser Billie Jean, caminando detrás de Lloyd. Sin embargo, Hubie comienza a gritar que no es Billie Jean y la policía le dispara a Binx. 
Billie Jean corre para alcanzar la ambulancia que se lleva a Binx, pero no lo logra. De repente ve un puesto con mercancía de Billie Jean, a cargo del Sr. Pyatt.  Billie Jean confronta a Pyatt y logra que admita las acciones que llevaron a que le dispararan.  Le da el dinero a Billie Jean, pero ella se niega a aceptarlo todo y le clava la rodilla en la entrepierna, mandándolo al suelo y derribando una antorcha cercana.  Luego le dice que se quede con su dinero y que vaya a comprar a alguien más, arrojándole el dinero a la cara. Pyatt se pone de pie cuando la antorcha volcada comienza a prender fuego a sus puestos de mercancías.  Los espectadores (incluido Hubie), al ver cómo se explotó a Billie Jean y su participación indirecta en él, arrojan toda la mercancía de Billie Jean al fuego que crece rápidamente y se van disgustados.  Mientras la mercancía se quema, Billie Jean también se va, pero no sin antes agradecer a Ringwald y darle un beso a Lloyd.  Más tarde, Billie Jean y Binx (en cabestrillo) hacen autostop en Vermont.  Binx, después de quejarse del frío, admira una moto de nieve roja.